# Titan
Titanul este un element chimic cu simbolul Ti și numărul atomic 22.
Are o densitate mică și este un metal de tranziție dur, lucios și rezistent la coroziune (inclusiv față de apa de mare, apa regală și clor), cu o culoare argintie.
Este al nouălea cel mai răspândit element, alcătuind 0,6% din scoarța terestră.
Titanul poate fi folosit în combinații cu fierul, vanadiul, molibdenul, printre alte elemente, cu scopul de a produce aliaje puternice și ușoare pentru industria aerospațială (motoare cu reacție, proiectile sau nave spațiale), uz militar, procese industriale (chimicale și petro-chimicale, uzine de desalinizare, hârtie), automobile, agro-alimentare, proteze medicale, implanturi ortopedice, instrumente și pile dentare, implanturi dentare, bijuterii, telefoane mobile și alte aplicații.
Doar 5% din producția anuală este folosită pentru a produce Titan sub formă de metal.
Restul este utilizat în principal pentru producția de pigment TiO2 folosit în producerea de vopsea albă.
Titanul a fost descoperit în Anglia de William Gregor în 1791 și numit de Martin Heinrich Klaproth după Titanii din mitologia greacă.
Elementul apare în anumite depozite de minerale, în special rutil și ilmenit, care sunt larg distribuite în scoarța Terrei și în litosferă și se găsește în aproape toate vietățile, rocile, acumulări de apă sau soluri. Metalul este extras din minereurile sale principale prin procesul Kroll sau procesul Hunter. Cel mai comun compus al său, dioxidul de titan, este utilizat în fabricarea pigmenților albi. Alți compuși includ tetraclorura de titan (TiCl4, folosită în scrisul pe cer și ca un catalizator) și triclorura de titan (TiCl3, folosită ca un catalizator în procesul de fabricare a polipropilenei).
Două dintre cele mai folositoare proprietăți ale metalului sunt rezistența la coroziune și rația duritate-greutate cea mai mare dintre toate metalele. În starea sa pură, titanul este la fel de dur ca unele tipuri de oțel, dar cu 45% mai ușor. Sunt două forme alotropice și cinci izotopi naturali ai acestui element; de la 46Ti până la 50Ti, cu 48Ti fiind cel mai abundent (73,8%). Proprietățile titanului sunt similare chimic și fizic cu cele ale zirconiului.

## Istoric
Titanul  a fost descoperit fiind inclus într-un mineral din Cornwall, Anglia, în 1791 de geologul amator și pastorul William Gregor, atunci vicar al parohiei din Creed. El a recunoscut prezența unui nou element în ilmenit când a găsit nisip negru pe malul unui pârâu de lângă o parohie din Manaccan și a observat că acesta era atras de magnet. Analiza nisipului a determinat prezența a doi oxizi metalici: oxid de fier (ceea ce explică atracția față de magnet) și 42,25% un oxid metalic de culoare albă pe care nu îl putea identifica. Gregor, realizând că oxidul necunoscut conținea un metal care nu se potrivea cu proprietățile niciunui alt element cunoscut pe atunci, a dat raportul Societății Geologice Regale din Cornwall și jurnalului de știință german Crell's Annalen.

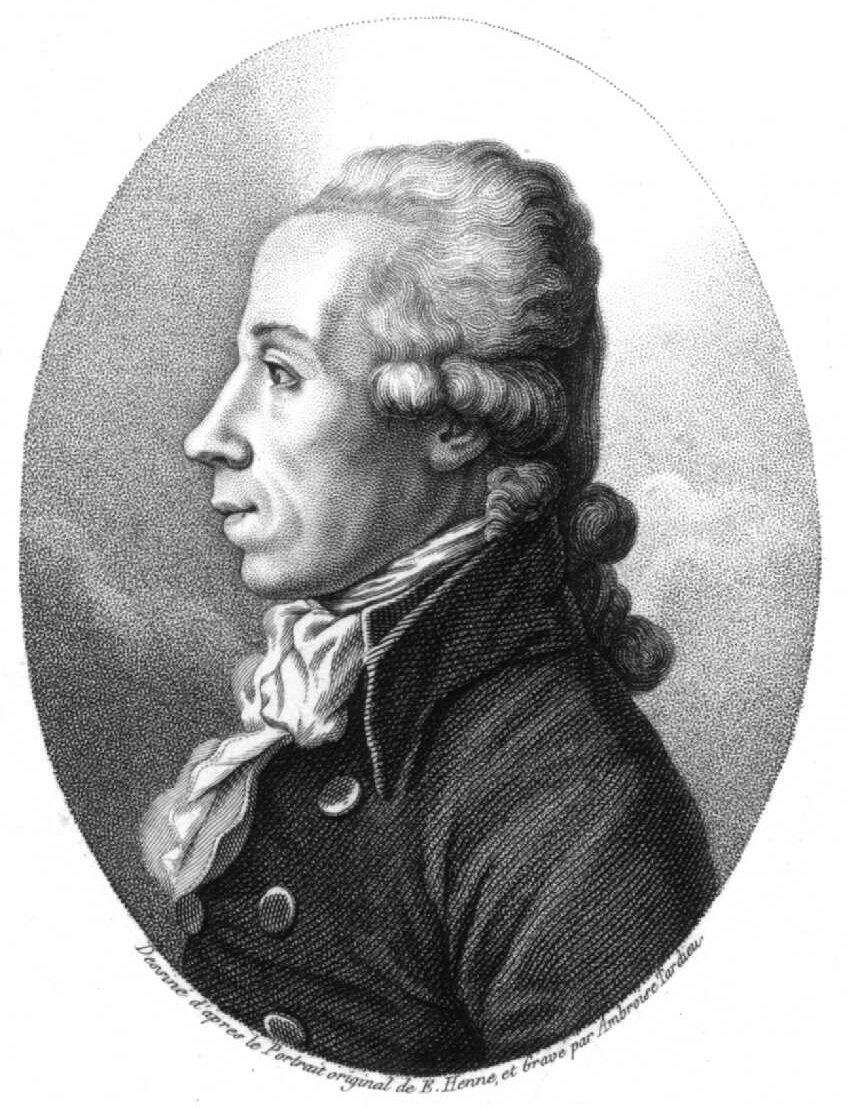
Martin Heinrich Klaproth a numit titanul după Titanii din mitologia greacă.

În aceeași perioadă, Franz-Joseph Müller von Reichenstein a produs o substanță similară, dar nu o putea identifica. Oxidul a fost apoi redescoperit independent în 1795 de chimistul german Martin Heinrich Klaproth în rutilul pe care îl avea din Ungaria. Klaproth a recunoscut acolo un nou element și l-a numit după Titanii din mitologia greacă. După ce a auzit de descoperirea anterioară a lui Gregor, a obținut o mostră de manaccanit și a confirmat că acesta conținea titan.
Procesele necesare pentru a extrage titanul din minereurile sale variate sunt laborioase și costisitoare; nu este posibilă reducerea în maniera normală, prin încălzirea în prezența carbonului, căci asta ar produce carbură de titan. Titanul metalic pur (99,9%) a fost pentru prima dată preparat în 1910 de Matthew A. Hunter⁠(d) prin încălzirea TiCl4 cu sodiul într-o capsulă de oțel la 700–800 °C prin procesul Hunter. Metalul nu a fost utilizat în afara laboratorului până în 1932, când William Justin Kroll a dovedit că poate fi produs prin reducerea tetraclorurii de titan în prezența calciului.
Opt ani mai târziu, el a perfecționat procesul, folosind magneziu sau chiar sodiu în ceea ce a devenit cunoscut ca procesul Kroll. Deși cercetările asupra unor procese mai eficiente și mai ieftine continuă (ex. FFC Cambridge), procesul Kroll este încă folosit pentru producții comerciale.

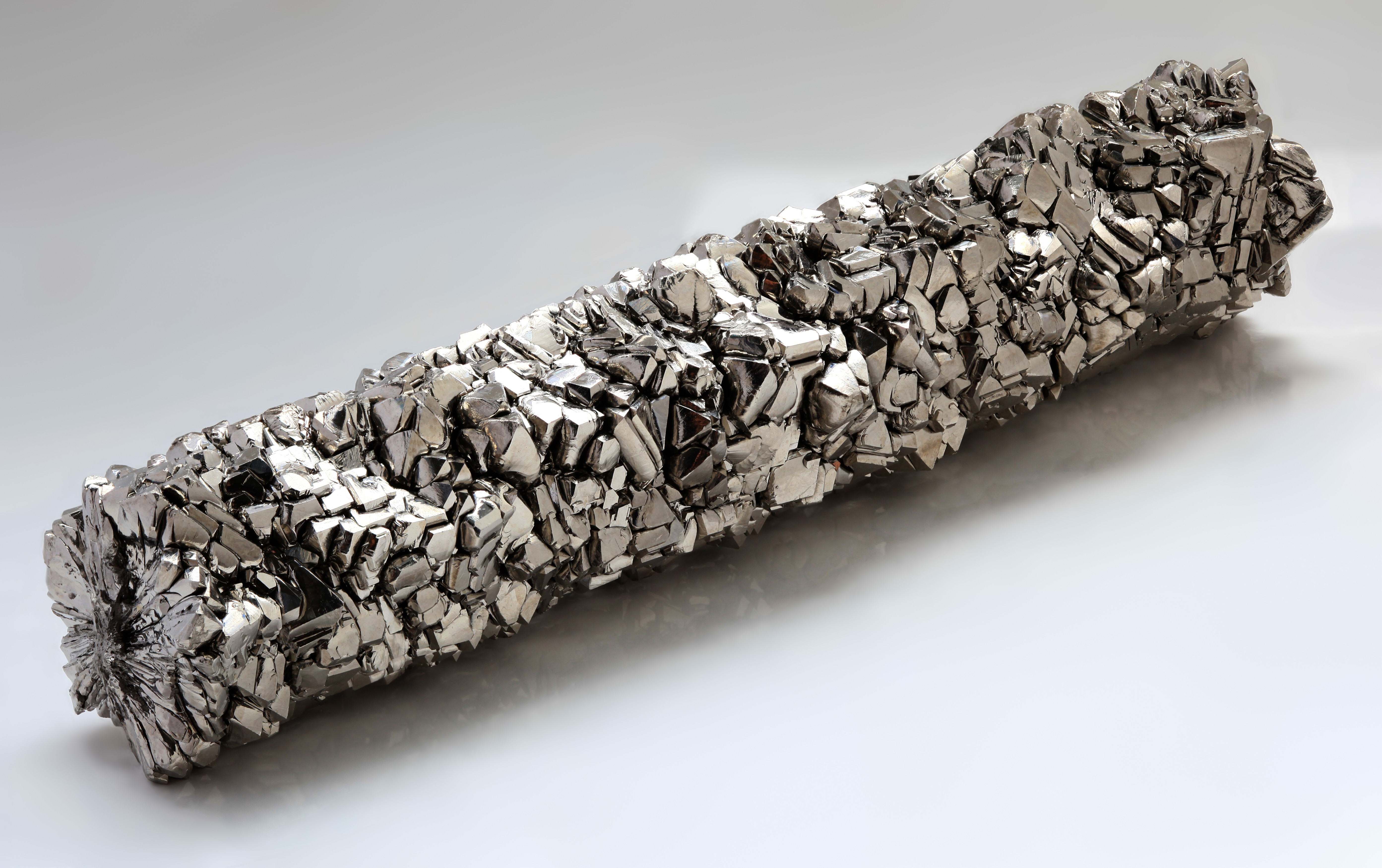
O bară de cristal de titan produsă prin procesul iodurii.

Titanul de puritate înaltă a fost fabricat în cantități mici când Anton Eduard van Arkel⁠(d) și Jan Hendrik de Boer⁠(d) au descoperit procesul iodurii, sau barei de cristal, în 1925, prin reacția cu iodul și descompunerea vaporilor formați deasupra unui filament fierbine în metal pur.
În anii 1950 și 1960 Uniunea Sovietică a fost pioneră în întrebuințarea titanului în aplicații militare și submarine (clasa Alfa și clasa Mike) ca parte a programelor legate de Războiul Rece. Începând cu anii 1950 timpurii, metalul a debutat în scopuri militare aviatice, în particular avioane cu reacție de înaltă performanță, pornind de la aeronave precum F100 Super Sabre și Lockheed A-12.
În S.U.A., Departamentul de Apărare a realizat importanța strategică a metalului și a sprijinit primele eforturi de comercializare a acestuia. Prin perioada Războiului Rece, titanul a fost considerat un material strategic de către guvernul S.U.A., iar o mare înmagazinare de bureți de titan a fost întreținută de Defense National Stockpile Center⁠(d), care a fost epuizată într-un final în 2005. Astăzi, cel mai mare producător mondial, [[{{{2}}}|VSMPO-Avisma]]⁠(ru)[traduceți] cu baza în Rusia, este estimat a răspunde pentru 29% din cota pieții mondiale.
În 2006, Agenția de Apărare a Statelor Unite a acordat $5,7 milioane unei companii de două consorții pentru a dezvolta un nou proces de fabricare a titanului în formă de pudră metalică. Sub condiții de căldură și presiune, pudra poate fi folosită pentru a crea obiecte puternice și ușoare, ce variază de la blindaj la componentele pentru aerospațiu, transport și industriile de procesare chimică.
<<==Structură atomică puro-condensatoare==>>

## Izotopi
Titanul natural este compus din cinci izotopi stabili: 46Ti, 47Ti, 48Ti, 49Ti și 50Ti, cu 48Ti fiind cel mai abundent (73,8% abundență naturală). Au fost sintetizați artificial unsprezece radioizotopi, cei mai stabili fiind 44Ti cu un timp de înjumătățire de 63 de ani, 45Ti cu timpul de înjumătățire de 184,8 minute, 51Ti cu 5,76 minute și 52Ti cu 1,7 minute. Ceilalți radioizotopi îl au mai puțin de 33 de secunde, iar majoritatea sunt mai mici decât jumate de secundă.
Izotopii titanului variază în masă atomică, de la 39,9 u (40Ti) la 57,966 u (58Ti). Modul primar de dezintegrare înainte de cel mai abundent izotop stabil, 48Ti, este captura de electroni, iar modul primar de după acesta este radiația beta. Principalele produse de dezintegrare dinainte de 48Ti sunt izotopii elementului 21, iar de după sunt izotopii elementului 23.

## Proprietăți

### Proprietăți fizice
Un element chimic metalic, titanul este recunoscut pentru rația sa duritate-greutate mare. Este un metal dur cu densitate mică, care este destul de ductil (în special în mediile fără oxigen), lucios și alb argintiu în culoare. Temperatura relativ ridicată a punctului de topire (peste 1649 °C)  îl face folositor ca metal refractar.
Tipurile comerciale de titan (cu puritate de 99,2%) au rezistența de rupere la tracțiune maximă de 434 MPa, identică cu cea a aliajelor de oțel de calitate slabă, dar sunt cu 45% mai ușoare. Titanul este cu 60% mai dens decât aluminiul, dar mai mult de două ori mai rezistent decât aliajul de aluminiu 6061-T6, cel mai des folosit. Anumite aliaje de titan (ex. Beta C) ajung la rezistența de rupere la tracțiune de peste 1.400 MPa. Totuși, metalul își pierde din duritate când este încălzit la temperaturi mai mari de 430 °C (806 °F).
Este relativ dur, deși nu la fel de puternic precum unele tipuri de oțel călit la căldură, non-magnetic și un conducător slab de căldură și electricitate. Manipularea necesită precauții deoarece materialul se va înmuia și deforma plastic dacă obiecte ascuțite sau metode adecvate de răcire nu sunt utilizate. Ca și cele făcute din oțel, structurile din titan au o limită de oboseală care garantează longevitatea în anumite aplicații.
Metalul este, din punct de vedere alotropic, dimorfic, cu forma hexagonală alfa schimbându-se la cea cubică centrată beta la 882 °C (1.620 °F).
Căldura specifică a formei alfa crește considerabil cât timp este încălzită la temperatura aceasta de tranziție, dar apoi scade și rămâne oarecum constantă pentru forma beta, indiferent de temperatură.
Similar zirconiului și hafniului, există și o fază omega suplimentară, care este stabilă termodinamic la presiuni mari, dar care poate fi metastabilă la presiuni ambientale. În această fază, de regulă, structura este hexagonală (ideală) sau trigonală (denaturată) și poate fi privită ca fiind cauza existenței fononilor acustici de joasă frecvență din faza beta, care pot determina distrugerea planelor cristalografice(111).

### Proprietăți chimice
Proprietatea chimică a titanului cea mai notabilă este rezistența sa excelentă la coroziune; este aproape la fel de rezistent ca platina, capabil de a se împotrivi atacurile cauzate de acizi sau clor dizolvat în apă, dar este solubil în acizi concentrați.
În ciuda faptului că diagrama Pourbaix destinată titanului arată că acesta este, din punct de vedere termodinamic, un metal foarte reactiv, reacțiile sale cu apa și aerul sunt încete.

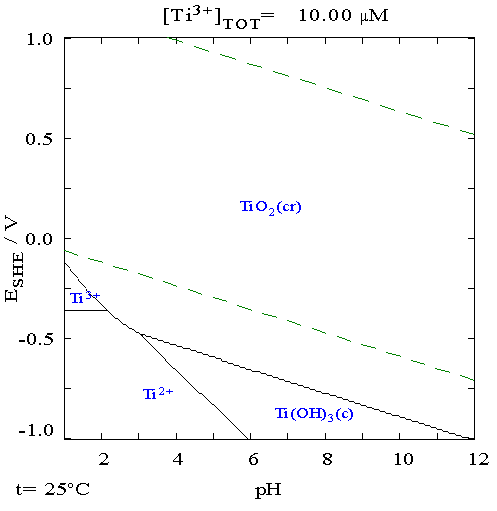
Diagrama Pourbaix pentru titan în apă pură, acid percloric sau hidroxid de sodiu.

Metalul formează un strat de oxid pasiv și protector (adăugând la rezistența împotriva coroziunii) atunci când este expus unei temperaturi ridicate în aer, dar la temperatura camerei rezistă la pierderea lustrului. Când se formează pentru prima dată, acest strat protector este de numai 2 nm grosime, dar continuă să crească încet, ajungând la 25 nm în patru ani.
Titanul arde în aer când este încălzit la 1.200 °C (2.190 °F) și în oxigen pur la 610 °C (1.130 °F) sau mai mult, formând dioxid de titan. Prin urmare, metalul nu poate fi topit în aer liber din cauză că arde înainte de a ajunge la punctul de topire, deci acest proces poate fi efectuat doar într-o atmosferă inertă sau în vid. Este, de asemenea, unul din puținele elemente ce ard în azot gazos pur (la 800 °C sau 1,472 °F și formează azotură de titan, care cauzează pierderea ductilității). Titanul este rezistent la acizii sulfuric și hidrocloric diluați, clor gazos, soluții clorice și la majoritatea acizilor organici. Este paramagnetic (slab atras de magneți) și are conductivitatea electrică și termică relativ scăzute.
Demonstrat experimental, titanul natural poate deveni radioactiv după ce este bombardat cu nuclei de deuteriu, emițând în principal pozitroni și raze gamma. Când este încins, metalul se combină cu oxigenul, iar când ajunge la 550 °C (1.022 °F), se combină cu clorul. De asemenea, reacționează și cu alte halogene și absoarbe hidrogen.

## Compuși

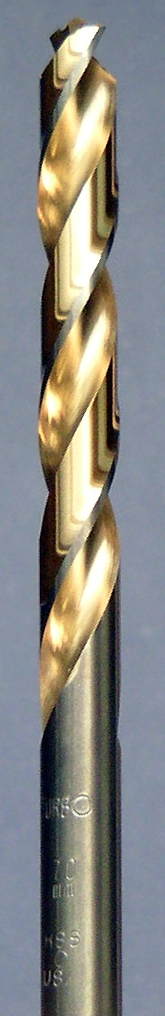
Burghiu acoperit cu un strat de TiN.

Numărul de oxidare +4 domină în chimia titanului, dar compușii din starea de oxidare +3 sunt de asemenea comuni. Datorită acestei valențe mari, mulți compuși ai titanului au o tendință mare spre legături covalente.
Safirele și rubinele își procură proprietatea de asterism de la impuritățile de dioxid de titan prezent în ele. Din această substanță sunt făcuți și titanații. Titanatul de bariu are proprietăți piezoelectrice, astfel fiind posibil uzul său ca traductor în interconversia sunetului și electricității. Esterii titanului sunt formați prin reacția alcoolilor cu tetraclorura de titan și sunt folosiți ca materiale impermeabile.
Azotura de titan (TiN) este des folosit pentru a acoperi instrumente de tăiere, precum burghiile. Își găsește și uz ca un strat decorativ de culoare aurie și ca metal de barieră în fabricarea semiconductorilor.
Tetraclorura de titan (clorură de titan(IV), TiCl4) este un lichid incolor care este folosit ca intermediar în prelucrarea dioxidului de titan pentru vopsea. Este des folosită în chimia organică ca acid Lewis, de exemplu în condensarea de aldoli a lui Mukaiyama. Titanul formează, de asemenea, și o clorură cu valența mai mică, anume triclorură de titan (TiCl3), care este utilizată ca agent reducător.
Diciclopentadiena de titan este un catalist important în formarea legăturilor carbon-carbon. Izopropoxidul de titan își are folosul în epoxidarea Sharpless. Alți compuși includ bromură de titan (folosit în metalurgie, superaliaje și cabluri electrice de temperatură înaltă) și carbură de titan (găsit în instrumentele de tăiere de temperatură înaltă).

## Răspândire
| Producător    | Mii de tone | % din total |
| ------------- | ----------- | ----------- |
| Australia     | 1291.0      | 30.6        |
| Africa de Sud | 850.0       | 20.1        |
| Canada        | 767.0       | 18.2        |
| Norvegia      | 382.9       | 9.1         |
| Ucraina       | 357.0       | 8.5         |
| Alte țări     | 573.1       | 13.6        |
| Total planetă | 4221.0      | 100.0       |

Titanul este întotdeauna legat de alte elemente în natură. Este al nouălea cel mai abundent element din scoarța terestră (0,63% după masă) și al șaptelea dintre metale. Este prezent în majoritatea rocilor vulcanice și în cele sedimentare derivate din ele, precum și în vietăți sau în acumulările naturale de apă. De fapt, din cele 801 tipuri de roci vulcanice analizate de United States Geological Survey, 784 conțineau titan. Proporția în care se găsește prin soluri este aproximativ de la 0,5% la 1,5%.
Titanul este larg distribuit și se găsește natural mai ales în mineralele anatas, brookit, ilmenit, perovskit, rutil, titanit, dar și în multe minereuri de fier. Dintre acestea, doar rutilul și ilmenitul au importanță economică, cu toate că găsirea lor în concentrații mari este dificilă. Cantități considerabile de ilmenit cu titan se găsesc în Australia de vest, Canada, China, India, Noua Zeelandă, Norvegia și Ucraina. Câtimi mari de rutil sunt extrase din America de Nord și Africa de Sud și contribuie la producția anuală de 90,000 tone de metal și 4,3 milioane tone de dioxid de titan. Rezervele totale de titan au fost estimate a depăși 600 milioane tone.
Meteoriții pot conține acest element, care a fost detectat în soare și în stelele de tip M, cel mai rece tip de stea, cu o temperatură de suprafață de 3.200 °C (5.790 °F). Rocile aduse înapoi de pe lună în timpul misiunii Apollo 17 sunt compuse în procent de 12,1% din TiO2. Titanul se mai poate găsi în cenușa cărbunilor, plante sau chiar corpul uman.

## Utilizări

### Pigmenți, aditivi și tencuieli
Dioxidul de titan este un oxid al titanului, cu formulă chimică TiO2, numit și "alb de titan". Este un pigment artificial, cu putere bună de acoperire, utilizat încă din 1920. Este inert din punct de vedere chimic. Utilizare în tehnică - în ulei nu are proprietăți sicative, de aceea trebuie amestecat cu alte substanțe care au aceste caracteristici.

### Aerospațiale și marine
Datorită raportului mare rezistență la întindere/masă, rezistență mare la coroziune, oboseală, fisurare și a capacității de a rezista la temperaturi relativ mari fără să-și piardă proprietățile, aliajele de titan sunt folosite în industria aeronautică, navală, spațială și militară.
Pentru aceste aplicații titanul, aliat cu aluminiu, zirconiu, nichel, vanadiu și alte elemente este utilizat pentru o gamă largă de componente, incluzând elemente structurale vitale, pereți rezistenți la foc, trenuri de aterizare, conducte de evacuare (elicoptere) și sisteme hidraulice. Practic, circa două treimi din titanul produs este utilizat în motoare și elemente structurale pentru avioane. SR-71 Blackbird a fost unul din primele avioane la a cărui construcție titanul a fost folosit extensiv, ,deschizând astfel drumul pentru folosirea sa la scară largă în avioanele comerciale și militare moderne. Astfel, 59 tone sunt necesare la construirea unui Boeing 777, 45 tone la Boeing 747, 18 tone la Boeing 737, 32 tone la Airbus A340, 18 tone la Airbus A330 și 12 tone la Airbus A320.
Airbus A380 va folosi circa 77 tone, din care circa 11 tone în motoare. La motoare titanul este folosit pentru rotoare, palele compresoarelor, componentele sistemului hidraulic și nacele. Aliajul titanului 6AL-4V reprezintă circa 50% din consumul de aliaje din industria aeronautică.
Datorită rezistenței mari la coroziunea apei de mare titanul este utilizat la producerea axelor elicelor, a schimbătoarelor de căldură din instalațiile de desalinizare, instalațiilor de încălzire-răcire a acvariilor cu apă marină, a echipamentelor de pescuit, a carcaselor echipamentelor marine de cercetare și militare. Fosta Uniune Sovietică a dezvoltat tehnologii pentru fabricarea submarinelor cu cocă din aliaj de titan. Acestea constă în forjarea titanului în incinte de vacuum de mari dimensiuni.

### Industriale
Țevile sudate și echipamentul de procesare (schimbătoare de căldură, rezervoare, vase de procesare, valve) din titan sunt utilizate în industria chimică și petrochimică, în special datorită rezistenței la coroziune. Aliaje speciale sunt utilizate în hidrometalurgia nichelului (ex: aliajul titanului BetaC), datorită rezistenței mecanice, a rezistenței la coroziune, sau a unei combinații ale acestor calități. Industria hârtiei folosește titanul în echipamentul de procesare expus la medii corozive de genul hipocloritului de sodiu sau a clorului (în procesul de înălbire). Alte aplicații includ: sudura ultrasonică, acceleratoare ionice, ș.a...
Tetraclorura de titan (TiCl4), un lichid incolor, este importantă ca intermediar la producerea TiO2, la producerea catalizatorului Ziegler-Natta, în procesul de irizare a sticlei și la crearea ceții artificiale (fumegă puternic în aer umed).

### Medicale
Din punct de vedere științific și practic, primul loc ca materiale pentru implanturile endoosoase îl ocupă aliajele metalice deoarece au proprietăți rezistive crescute (rezistența la compresiune, întindere etc.), pentru a putea prelua și transmite osului forțele fiziologice care se exercită la acest nivel.
Dintre acestea, titanul, pur 99,85% este materialul ideal pentru implanturi dentare și cel care se folosește actualmente în clinică obținându-se rezultate foarte bune.

## Măsuri de protecție chimică

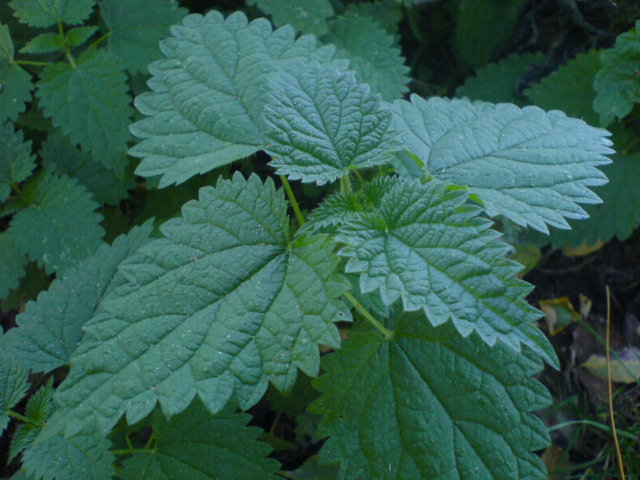
Urzica poate conține până la 80 de părți per milion de titan.

Titanul este non-toxic chiar și în cantități mari și nu poartă niciun rol natural în corpul uman. O masă estimată de 0,8 miligrame de titan este ingerată de oameni în fiecare zi, dar majoritatea trece prin organism fără a fi absorbit. Are, totuși, o tendință de a se bio-acumula în țesuturile ce conțin dioxid de siliciu. Un sistem necunoscut în plante s-ar putea să folosească metalul pentru a stimula producția carbohidraților și încurajarea creșterii. Acest fapt ar putea explica de ce majoritatea plantelor au o parte per milion (ppm) de titan, plantele alimentare au 2 ppm, iar coada calului și urzica au până la 80 ppm.
Ca pudră sau în formă de pilitură metalică, titanul reprezintă un risc semnificativ de incendiu și, dacă este încălzit în aer, un risc de explozie. Metodele pe bază de apă și dioxid de carbon pentru stingerea focurilor sunt ineficiente asupra titanului arzând; agenți pentru combaterea focului de tip D sub formă de pudră anhidră trebuiesc folosiți în schimb.
Când este folosit în fabricarea sau manipularea clorului, trebuie luate măsuri de precauție pentru uzul titanului doar în locurile unde nu va fi expus clorului gazos anhidru, din care poate rezulta un foc de titan/clor. Există risc de incendiu chiar și când este întrebuințat în clorul hidratat din cauza uscării neașteptate a gazului, determinată de condițiile climaterice extreme.
Titanul poate lua foc când o suprafață proaspătă, ne-oxidată intră în contact cu oxigen lichid. Aceste suprafețe pot apărea în cazul în care cele oxidate sunt lovite cu un obiect greu, sau atunci când o tensiune mecanică cauzează apariția unei crăpături. Aceasta reprezintă o posibilă limitare în utilizarea titanului în sistemele de oxigen lichid, cum ar fi cele găsite în industria aerospațială.